# Picturesque
Das Picturesque ist ein ästhetisches Ideal, das 1782 von William Gilpin in die englische Kulturdebatte eingeführt wurde. 

## Definition

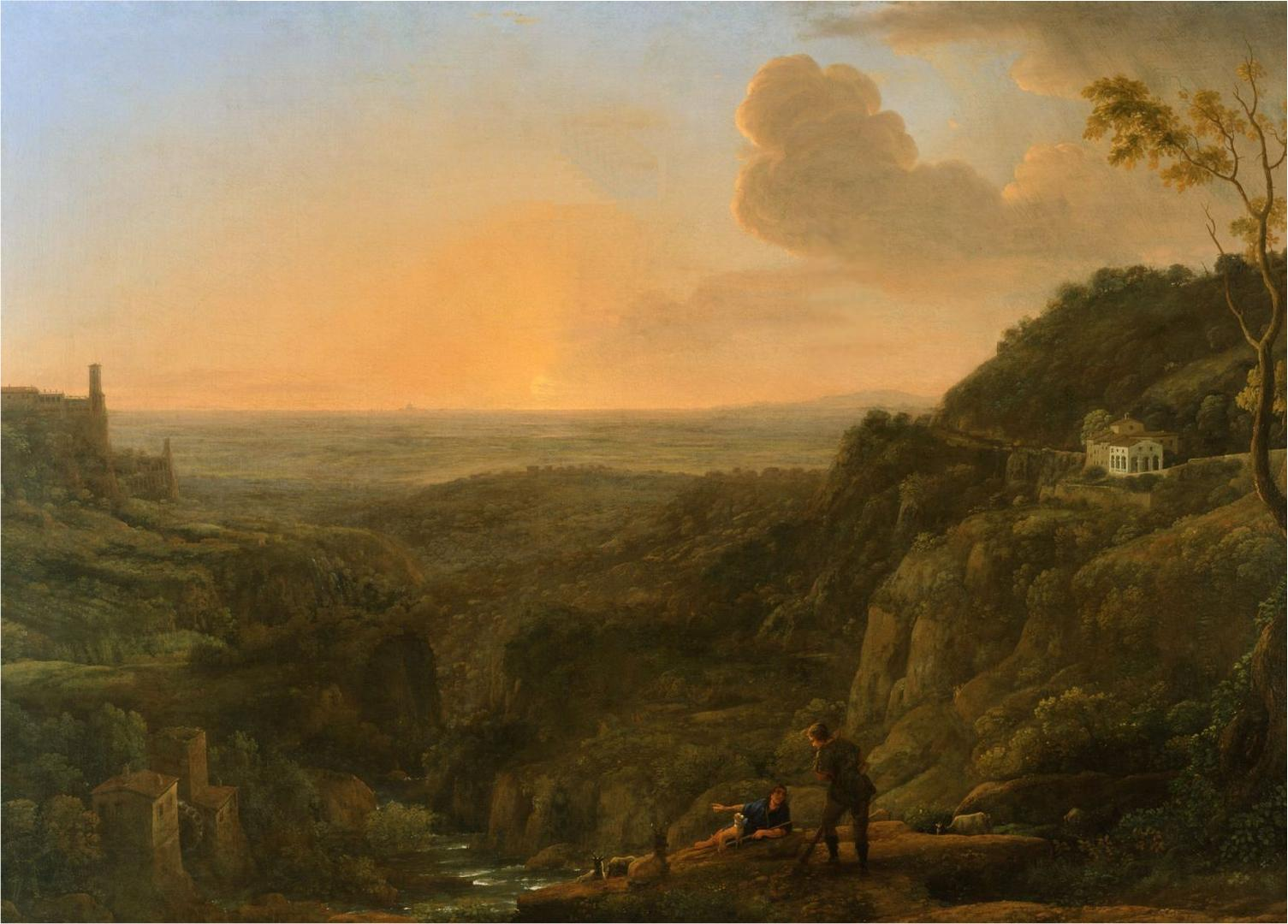
Blick auf die römische Campagna von Tivoli, von Claude Lorrain, 1644

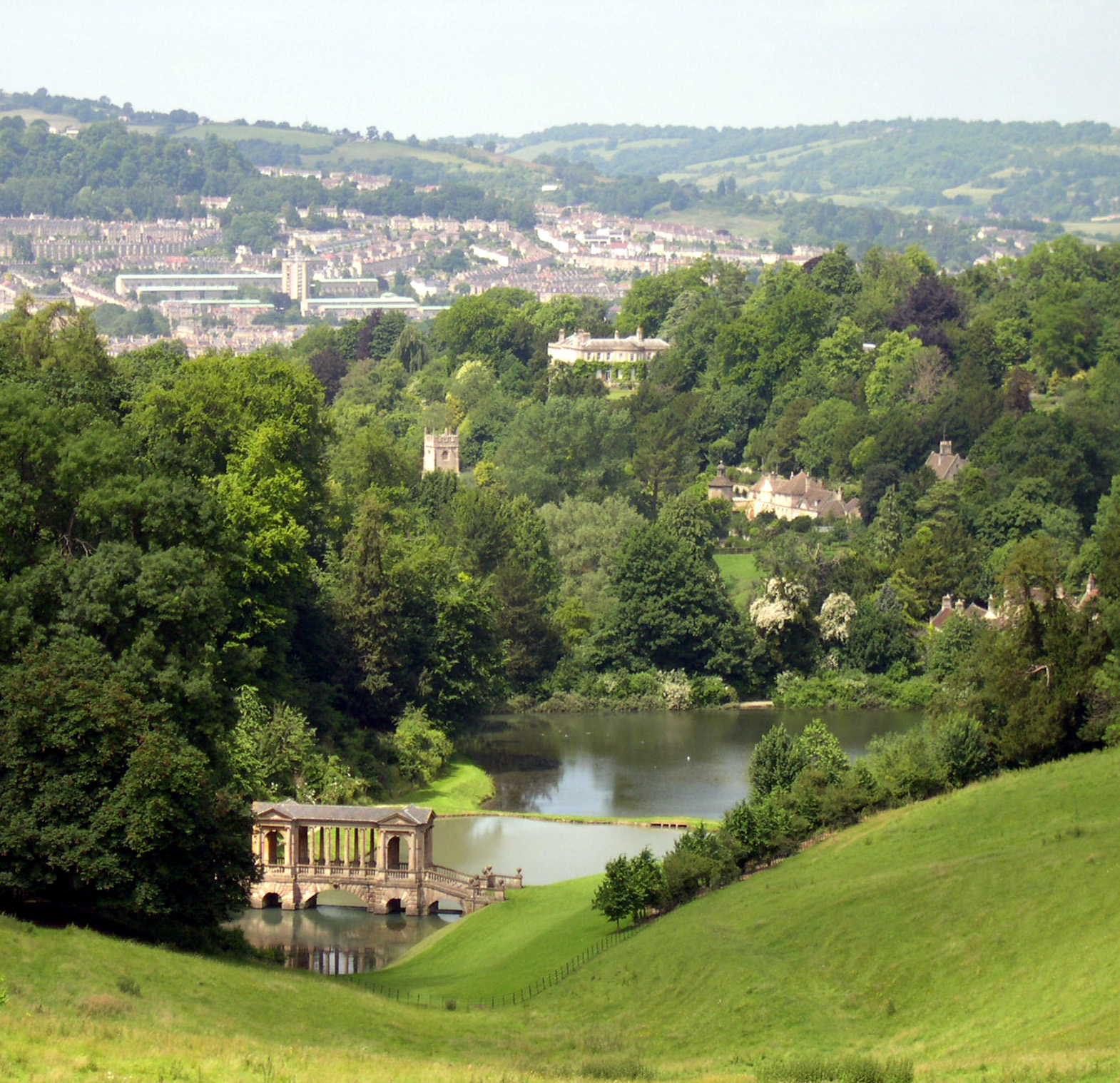
Englischer Landschaftsgarten in Prior Park bei Bath

Mit seinem Buch Observations on the River Wye, and Several Parts of South Wales, etc. Relative Chiefly to Picturesque Beauty; made in the Summer of the Year 1770 leitete Gilpin die feinere Gesellschaft an, bei ihren Lustreisen das „Antlitz der Landschaft nach den Regeln der malerischen Schönheit zu untersuchen“. Er griff dabei auf die lyrisch-romantische Landschaftsmalerei der Barockzeit zurück, etwa Claude Lorrains „idyllisch-arkadische“ oder „heroische“ Ideallandschaften. 
Das Picturesque bildete zusammen mit den ästhetischen und kulturellen Aspekten des Gothic Revival und der Irischen Renaissance einen bestimmenden Strang der entstehenden romantischen Sensibilität des 18. Jahrhunderts in England. Es fasste auch die Idealkonzepte englischer Landschaftsgärten zusammen, wie sie seit 1760 etwa in Prior Park nach der Planung von Capability Brown entstanden sind. 
Wie der Titel von Gilpins Buch suggeriert, muss man den Begriff Picturesque in Verbindung mit zwei weiteren ästhetischen Idealen erklären: der Schönheit und dem Erhabenen. Im letzten Drittel des 18. Jahrhunderts wurden die Ideen des aufgeklärten Rationalismus dadurch in Frage gestellt, dass man das Erleben von Schönheit und Erhabenheit als irrational angesehen hat (instinktiv). Ästhetisches Empfinden war nicht nur eine rationelle Entscheidung – man schaute nicht mehr auf eine angenehm geschwungene Form und entschied, dass sie schön ist – es war eher die Frage von menschlichen Grundinstinkten und wurde selbstverständlich. Edmund Burke schreibt in Philosophical Enquiry into the Origin of Our Ideas of the Sublime and the Beautiful dass, seiner Meinung nach, weiche sanfte Rundungen den männlichen Sexualtrieb anregten, während das Erhabene den Selbsterhaltungstrieb anspräche. Das Picturesque wurde so zum Mittler zwischen den gegensätzlichen Idealen von Schönheit und Erhabenheit und zeigt, dass es etwas zwischen diesen rationalen Idealzuständen gibt. So schrieb Thomas Gray 1765 über die schottischen Highlands: "Die Berge sind verzückend, nur Gott weiss, wie man soviel Schönheit mit soviel Grausen verbinden kann."

## Hintergrund

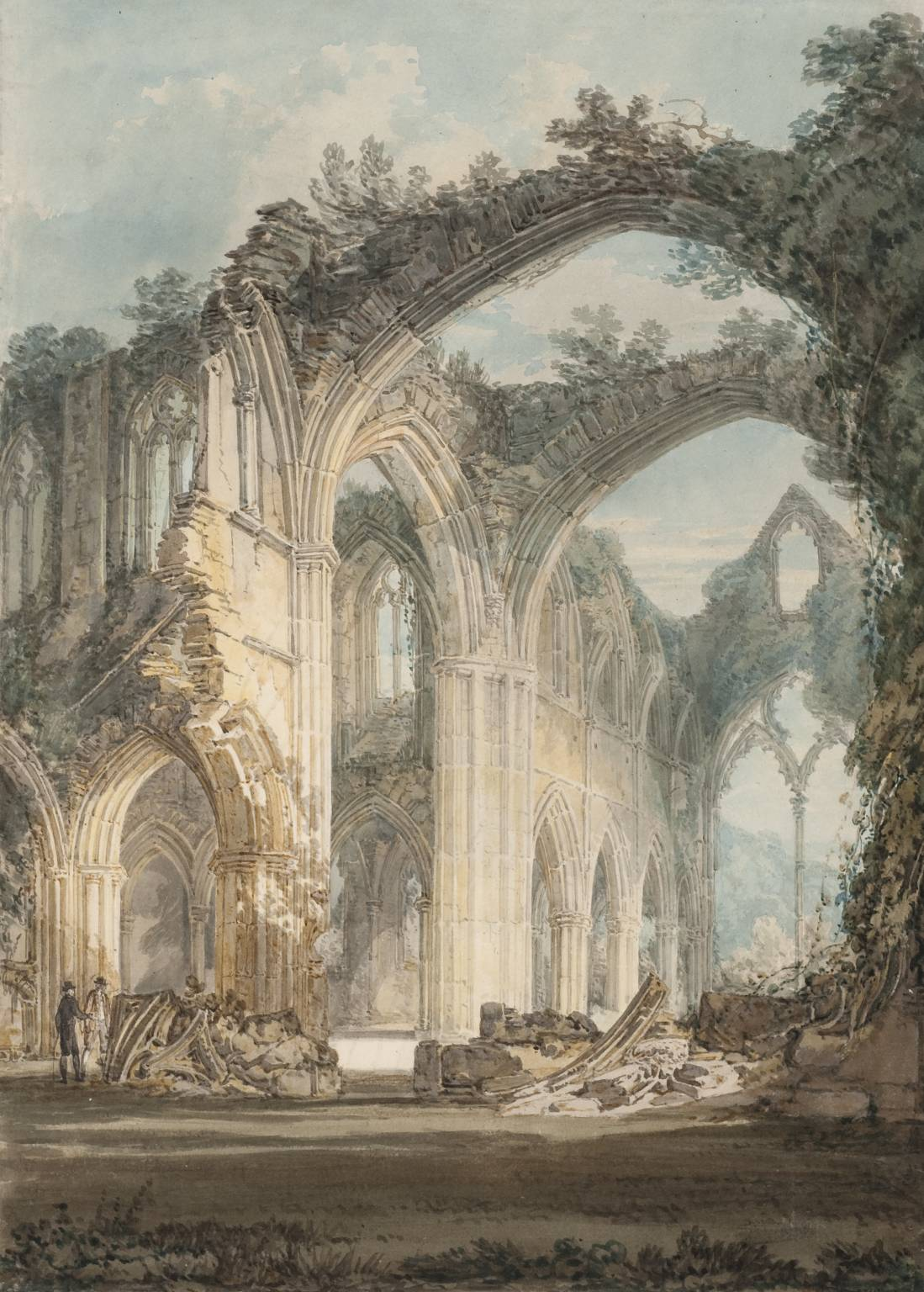
The Chancel and Crossing of Tintern Abbey, Looking towards the East Window by J. M. W. Turner, 1794

Mitte des 18. Jahrhunderts setzte sich in der feinen Gesellschaft der Trend durch, das Land zu bereisen, ausschließlich zu dem Zweck, sich an der Schönheit der Landschaft zu erfreuen. Gilpins Arbeit stellte die Weltanschauung der etablierten Grand Tour unmittelbar in Frage, indem sie zeigte, dass die Erkundung des ländlichen Großbritannien mit den klassisch orientierten Reisen durch das europäische Festland mithalten konnte. Die unregelmäßigen, keinem klassischen Schönheitsideal gehorchenden Ruinen wurden ebenso wie zerlumpte Leute ein beliebtes Motiv. Metallen getönte, tragbare Spiegel wurden mitgeführt, um die besuchten Schauplätze sowohl einzurahmen als auch abzudunkeln, benannt nach dem Landschaftsmaler des 17. Jahrhunderts Claude Lorrain, dessen Arbeiten Gilpin mit dem Picturesque ineins setzte und den er zur Nachahmung empfahl. Malcolm Andrews bemerkte, dass etwas von Großwildjägern in diesen Reisenden war, die sich Begegnungen mit den wilden Landschaften brüsteten. Sie fingen die wilden Landschaften ein und hielten sie als bildhafte Trophäen fest, die sie verkauften oder in ihrem Salon aufhängten. Gilpin himself asked, „shall we suppose it a greater pleasure to the sportsman to pursue a trivial animal, than it is to the man of taste to pursue the beauties of nature?“ Als nach den Kriegen ab 1815 wieder Reisen nach Europa möglich wurden, eröffneten sich den Picturesque-Jägern in Italien neue Felder. Anna James schrieb 1820: „Wenn ich Italien nie besucht hätte, hätte ich das Wort Picturesque wohl nie verstanden.“ Henry James erklärte in den 1870er Jahren in Albano: „Ich habe mein ganzes Leben von Picturesque gesprochen, jetzt habe ich sie endlich gesehen.“
Picturesque-Reisende wurden aufgefordert, die Landschaften als Hintergrund für englische Landhäuser umzugestalten, nach dem Vorbild der Landschaftsparks von Capability Brown. Gilpins Rat folgend, begannen viele Landbesitzer ihre Gärten mit einer ungleichmäßigen Linienführung und vorgefertigten Trümmern von „klassischen“ Bauwerken umzugestalten.
Picturesque, wortwörtlich „In der Art und Weise eines Bildes; geeignet, um in ein Bild eingefügt zu werden“, war ein Begriff, der frühestens 1703 (Oxford English Dictionary) genutzt wurde und vom italienischen Begriff pittoresco (in der Art und Weise eines Malers) abstammt. Gilpins Werk „Essay on Prints“ definiert Picturesque als „Begriff, der eine sonderbare Form von Schönheit ausdrückt, die sich angenehm in ein Bild einfügt“.

## Nachwirkung
Das Picturesque wirkte als Theorie auf den ab etwa 1800 entstehenden Italianate-Stil eines John Nash. 
Im 20. Jahrhundert untersuchte der Kunsthistoriker Nikolaus Pevsner in verschiedenen Werken über die englische Kunst und Architektur das Picturesque. Es wirkte auch auf moderne Theorien malerischen Städtebaus, die dem romantischen Ideal des Picturesque folgen, etwa die Bewegung des New Urbanism, die in den 1980er Jahren als Gegenbewegung gegen die immer weiter ausufernde Zersiedelung von Landschaft gegründet wurde.

## Angesehene Arbeiten
- William Gilpin: Three Essays: On Picturesque Beauty; On Picturesque Travel; and on Sketching Landscape: to which is Added a Poem, On Landscape Painting. London 1792. Online: (Teil 1), (Teil 2).
- Richard Payne Knight: An Analytical Inquiry into the Principles of Taste, folgte kurz darauf, und wurde mehrfach, durch den Autor überarbeitet und erweitert, neu aufgelegt.
- Ein drittes großes Essay über die Picturesque war Uvedale Price: An Essay on the Picturesque, as Compared with the Sublime and the Beautiful; and on the Use of Studying Pictures, for the Purpose of Improving Real Landscape, überarbeitete Auflage London, 1796.
- Dorothy Wordsworth schrieb Recollections of a Tour Made in Scotland, A. D. 1803 (1874), einen Klassiker über die Reiseberichte der Picturesque.
- William Combe und Thomas Rowlandson veröffentlichten im Jahr 1809 ein Gedicht mit Bildern mit dem Titel The Tour of Doctor Syntax in Search of the Picturesque, eine Satire über die Ideale der als spießig bekannten Picturesque-Jäger.
- Humphry Repton wendete die Theorie der Picturesque auf die Praxis der Landschaftsgestaltung an. In Verbindung mit der Arbeit von Price und Knight, führte dies zur ‚Picturesque-Theorie‘, nach der Landschaften wie Landschaftsbilder aufgebaut werden müssen: mit Vordergrund, Mitte und Hintergrund. Repton war der Ansicht, dass der Vordergrund das Reich der Kunst, mit formeller Geometrie und schmückender Bepflanzung sein sollte. Die Mitte sollte einen Park-Charakter nach der Art von Brown haben und der Hintergrund sollte einen wilden, natürlichen Charakter haben.
- John Ruskin bezeichnete die „Picturesque“ in The Seven Lamps of Architecture als eine echt moderne ästhetische Kategorie.
- 1927 bündelte das Essay The Picturesque: Studies in a Point of View des englischen Architekturhistorikers Christopher Hussey modernes Denken auf die Entwicklung dieses Konzepts. Die Idee der Picturesque hat nach wie vor Einfluss auf die Gartengestaltung und die Gestaltung von Anpflanzungen.
- Visual Planning and the Picturesque. Edited by Mathew Aitchison. Getty Research Institute, Los Angeles CA 2010, ISBN 978-1-60606-001-8.